# オッツァーノ・デッレミーリア
オッツァーノ・デッレミーリア（伊: Ozzano dell'Emilia）は、イタリア共和国エミリア＝ロマーニャ州ボローニャ県にある、人口約14,000人の基礎自治体（コムーネ）。

## 地理

### 位置・広がり

#### 隣接コムーネ
隣接するコムーネは以下の通り。
- ブドリオ
- カステル・サン・ピエトロ・テルメ
- カステナーゾ
- メディチーナ
- モンテレンツィオ
- ピアノーロ
- サン・ラッザロ・ディ・サーヴェナ

### 気候分類・地震分類
オッツァーノ・デッレミーリアにおけるイタリアの気候分類 (it) および度日は、zona E, 2252 GGである。
また、イタリアの地震リスク階級 (it) では、zona 2 (sismicità media) に分類される。

## 行政

### 分離集落
オッツァーノ・デッレミーリアには、以下の分離集落（フラツィオーネ）がある。
- Ciagnano, Le Armi, Maggio, Mercatale, La Noce, Osteria Nuova, Ponte Rizzoli, Quaderna, San Pietro, Sant'Andrea, Settefonti, Tolara

## 姉妹都市
- Staffanstorp、スウェーデン